# T.K. Carter
Kent Carter (n. 18 decembrie 1956, New York City, New York, SUA) este un actor american.

## Filmografie
| An        | Titlu                       | Rol                          | Note                       |
| --------- | --------------------------- | ---------------------------- | -------------------------- |
| 1974      | Good Times                  | Head                         | 2 episoade                 |
| 1978      | The Waltons                 | Jodie Foster                 | 1 episod                   |
| 1978      | Corvette Summer             | Car Wash Employee            |                            |
| 1978      | Youngblood                  | Bubba Cosell                 |                            |
| 1978      | The Jeffersons              | Richard                      | 1 episod                   |
| 1980      | Seems Like Old Times        | Chester                      |                            |
| 1980      | Seed of Innocence           | Captain                      |                            |
| 1981      | Underground Aces            | Dee Jay                      |                            |
| 1981      | Southern Comfort            | Cribbs                       |                            |
| 1982      | The Thing                   | Nauls                        |                            |
| 1983      | Just Our Luck               | Shabu                        | 13 episoade, rol principal |
| 1983      | Carpool                     | Otis                         |                            |
| 1983      | Doctor Detroit              | Diavolo Washington           |                            |
| 1984      | Turbo Teen                  | Alex (voce)                  | 13 episoade, rol principal |
| 1985-1986 | Punky Brewster              | Mike Fulton                  | 24 episoade                |
| 1985      | Runaway Train               | Dave Prince                  |                            |
| 1985      | Jem                         | Anthony Julian (voce)        |                            |
| 1985      | Transformers                | Rocksteady (voce)            | 1 episod                   |
| 1987      | He's My Girl                | Reggie/Regina                |                            |
| 1987      | Amazon Women on the Moon    | Host (segment "Silly Pate")  |                            |
| 1988      | Good Morning, Miss Bliss    | Mylo Williams                | 13 episoade                |
| 1989      | Polly                       | George Dodds                 | film TV                    |
| 1989      | 227                         | Gary Hunt                    | 1 episod                   |
| 1990      | Ski Patrol                  | Iceman                       |                            |
| 1990      | Polly: Comin' Home          | George Dodds                 | film TV                    |
| 1991      | A Rage in Harlem            | Smitty                       |                            |
| 1992      | Family Matters              | Ty, Laura's Guardian Angel   | 1 episod                   |
| 1993      | A Different World           | Darnell Gaines               | 1 episod                   |
| 1993      | The Sinbad Show             | Clarence Hull                | 24 episoade, rol principal |
| 1993      | A Cool Like That Christmas  | Dead Boy                     | film TV                    |
| 1995      | What's Goin On Back There   | Sledgehammer O'Possum (voce) |                            |
| 1996      | Space Jam                   | Monstar Nawt                 |                            |
| 1996-1998 | The Steve Harvey Show       | T-Bone                       | 4 episoade                 |
| 1997      | Moesha                      | T.K. Smooth                  | 1 episod                   |
| 1998      | The Gregory Hines Show      | Roger Baron                  | 1 episod                   |
| 1998      | The Nanny                   | Ty                           | 1 episod                   |
| 1999      | My Favorite Martian         | Lenny                        |                            |
| 1999      | NYPD Blue                   | Derrick                      | 1 episod                   |
| 2000      | The Corner                  | Gary McCullough              | 6 episoade                 |
| 2003      | Baadasssss!                 | Bill Cosby                   |                            |
| 2005      | Domino                      | Lester Kincaid               |                            |
| 2007      | Everybody Hates Chris       | Councilman Johnson           | 1 episod                   |
| 2013      | Love That Girl!             | Immunique's father           | 1 episod                   |
| 2016      | How To Get Away With Murder | Thelonious Harkness          | 1 episod                   |
| 2018      | The Bobby Brown Story       | Herbert Brown                | film TV                    |
| 2020      | Stumptown                   | Lataurus Price               | 1 episod                   |
| 2020      | The Way Back                | Russ                         |                            |